# 林敏之
林 敏之（はやし としゆき、1960年2月8日- ）は、日本の元ラグビー選手。同志社大学在学中から日本代表のロックに選出されて活躍した。日本代表のキャプテンを務めたこともあり、坂田好弘と共に、世界で最も通用した日本人ラグビー選手として名高い。

## プロフィール
- 徳島県出身。
- ポジションはロック。
- 現役当時のサイズは、身長 184cm、体重 103kg
- 日本代表キャップは38。
- 愛称は『ダイマル』[1]及び『壊し屋』。

## 略歴
- 城北高校卒業。
- 同志社大学経済学部卒業。同大時代の代表的な試合は1981年1月15日の日本ラグビーフットボール選手権大会決勝戦であり、岡仁詩監督の自主性あるチームカラーの中で鍛えられた心技体を以って新日鐵釜石を相手に10-3と敗れはしたが善戦した。この試合に備えてスパイクの引っかかりにくいグラウンドに対応できるようにスパイクではなく運動靴でスクラム練習をするなど試行錯誤をしていた[2]。
  - 同大時代のことでよく覚えているのはディック・ホックリーというニュージーランド人のコーチから「ゆっくり組めないのにどうして素早く組めるんだ」とゆっくり丁寧にモールなどを教わって練習したことである[2]。
- 神戸製鋼入団。チームの7連覇に貢献した。
- 2005年より同志社大学ラグビー部の理事も務めている。
- 現在は神鋼ヒューマン・クリエイト所属。特定非営利活動法人ヒーローズの理事長にもなっている。
- 1990年には、オックスフォード大学に留学、ケンブリッジ大学との定期戦（ザ・バーシティマッチ）にも出場した。
- オックスフォード大歴代ベスト15にも選出された（120年以上の歴史がある中19世紀の選手も三人含まれた。第1回ワールドカップを制覇したニュージーランド・オールブラックスのデビッド・カーク主将も選から漏れた中での快挙。ベスト15の中で、唯一人の海外出身者（イギリス出身者以外））
- またラグビー世界選抜、バーバリアンズにも選ばれたこともある。
- 本来のポジションはロックだがオックスフォード大学やバーバリアンズなど海外のチームではプロップでプレーした。
- ゴスペラーズのヒット曲「永遠に」は神戸出身の作曲家妹尾武が、応援していた林選手の引退を惜しんで当時のチームに捧げた曲である。
- 2019年、現在の日本ラグビーの礎を築いたことと、子ども世代におけるラグビーの普及・振興に長く尽力していることが評価され、第10回日本スポーツ学会大賞に選出された[3][4]。

## プレースタイル
ロックの選手としては世界的には小型の部類に入るが、恐れを知らない当たりの強さを持ち、相手チームから恐れられる存在であったが、プレーのクリーンさは際立っていた。
また、口数は少ないが、勇猛果敢なプレーで背中でチームを引っ張る統率力は、類稀であった。
日本の多くのラグビー選手は、高校時代に義務付けられているヘッドキャップを進学・就職と共に脱ぐが、その流れには乗らず現役時代を通して被り続け、その白いヘッドキャップが狂信的なほどのプレーと相まって非常に印象的であった。

## 著書
- 『楕円球の詩(うた)―自伝・林敏之』（ベースボールマガジン社,1997年5月）ISBN 978-45830-3380-8
- 佐藤亜紀、林敏之、秋山仁、大林宣彦、板倉聖宣、荻野アンナ、大沢真幸著『中学生の教科書―今ここにいるということ』（四谷ラウンド,2001年11月）ISBN 9784946515668